# Irina Gumenyuk
Pour les articles homonymes, voir Gumenyuk.
Irina Gumenyuk (née le 6 janvier 1988) est une athlète russe, spécialiste du triple saut.

## Biographie
Elle remporte la médaille d'argent des Championnats d'Europe en salle 2013 de Göteborg avec la marque de 14,30 m, devancée par l'Ukrainienne Olha Saladukha (14,88 m). 
Le 9 juillet 2017, elle est autorisée à concourir aux compétitions internationales en tant qu'athlète neutre autorisée, à la suite de la suspension en 2015 de la Russie par l'IAAF pour dopage d'État. 

## Palmarès
| Date | Compétition                    | Lieu     | Résultat | Marque  |
| ---- | ------------------------------ | -------- | -------- | ------- |
| 2013 | Championnats d'Europe en salle | Göteborg | 2e       | 14,30 m |
| 2013 | Championnats du monde          | Moscou   | 7e       | 14,15 m |
| 2014 | Championnats d'Europe          | Zurich   | 3e       | 14,46 m |

## Records
| Épreuve     | Épreuve   | Performance | Lieu              | Date           |
| ----------- | --------- | ----------- | ----------------- | -------------- |
| Triple saut | Plein air | 14,58 m     | Yerino            | 16 juin 2013   |
| Triple saut | Salle     | 14,48 m     | Saint-Pétersbourg | 6 janvier 2013 |